# Peperomia mantadiana
Peperomia mantadiana är en pepparväxtart som beskrevs av G.Mathieu. Peperomia mantadiana ingår i släktet peperomior, och familjen pepparväxter. Inga underarter finns listade i Catalogue of Life.